# VM Motori

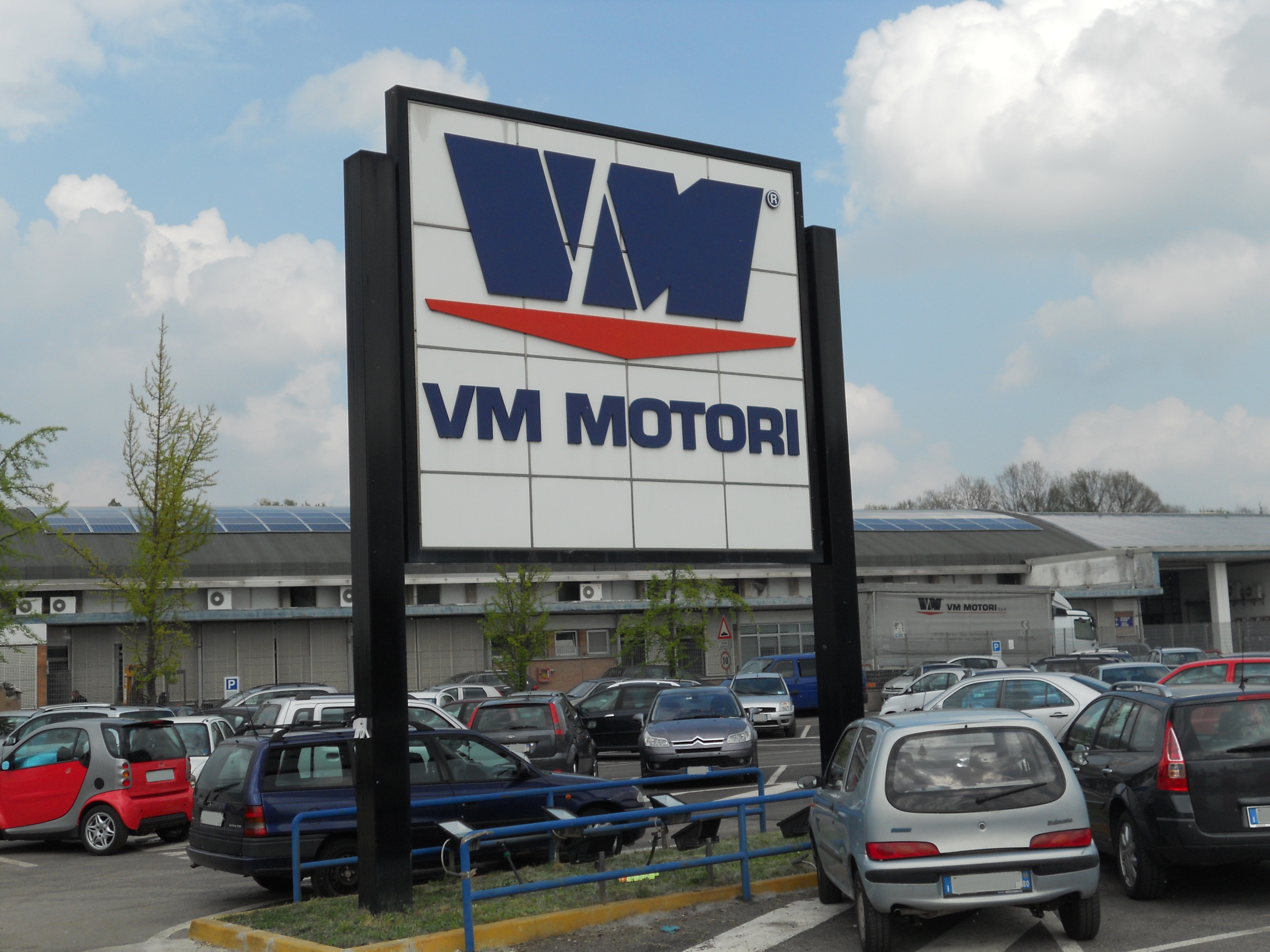
VM Motori.

VM Motori S.p.A. é uma empresa italiana especializada no desenvolvimento e fabricação de motores a diesel. Foi fundada em 1947 e em 17 de julho de 2007 a General Motors anunciou a aquisição de 50% de participação societária na companhia.
A montadora norte-americana declarou que lançará também um novo motor diesel V6 de alto rendimento desenvolvido pela VM Motori. A GM não revelou detalhes financeiros da negociação, mas comunicou que firmou um acordo de sociedade conjunta com a Penske. 
A norte-americana e a VM Motori desenvolverão em conjunto um motor turbo diesel V6 de 2.9 litros, podendo ser lançado com o Cadillac CTS na Europa em 2009. A italiana VM Motori planeja construir o novo motor a diesel na cidade de Cento (Itália), onde está localizada sua planta de desenho, desenvolvimento e avaliação de motores. 

## Ligações externar
- Site oficial